# 947 Monterosa
947 Monterosa è un asteroide della fascia principale del diametro medio di circa 26,9 km. Scoperto nel 1921, presenta un'orbita caratterizzata da un semiasse maggiore pari a 2,7513630 UA e da un'eccentricità di 0,2503956, inclinata di 6,70657° rispetto all'eclittica.
Il suo nome fa riferimento alla Monterosa, una nave utilizzata dall'Università di Amburgo in occasione dei suoi viaggi annuali nel Mare del Nord.